# Silje Nergaardová
Silje Nergaardová (* 19. června 1966 Steinkjer) je norská zpěvačka a skladatelka. Je komerčně nejúspěšnější představitelkou norského jazzu, do něhož vnáší také postupy pop music, folku a country.

## Život a tvorba
Od raného dětství hrála na klavír, pak zpívala v tensingovém sboru v Hamaru, jejím hudebním vzorem byl João Gilberto. Upozornila na sebe na jazzovém festivalu v Molde v roce 1982, když vystoupila na jam session se skupinou Jaca Pastoria. Roku 1985 založila skupinu Blue Girls a s písní „Si det, si det“ se zúčastnila soutěže Melodi Grand Prix. Koncem osmdesátých let odešla do zahraničí a uzavřela smlouvu se společností EMI. V roce 1990 vydala hit „Tell Me Where You're Going“, v němž ji doprovodil na kytaru Pat Metheny. Vystoupila pak ve svatyni Heian v Kjótu, Japonci po ní pojmenovali i značku vína. Po návratu do Norska nazpívala duet s Mortenem Harketem „Where You Are“. V roce 2001 se její At First Light stalo prvním jazzovým albem na čele norské hitparády. Spolupracovala s nizozemským orchestrem Metropole Orkest vedeným Vincem Mendozou, s triem Torda Gustavsena, s Johnem Scofieldem, Tootsem Thielemansem a Alem Jarreauem.
V roce 2003 získala Spellemannovu cenu. Její skladba „A Thousand True Stories“ byla v roce 2011 nominována na cenu Grammy.
Jejím manželem je zpěvák Heine Totland, mají tři děti. Angažuje se na podporu SOS vesniček.

## Diskografie
- Tell Me Where You're Going (1990)
- Silje (1991)
- Cow On the Highway (1993)
- Brevet (1995)
- Port of Call (2000)
- At First Light (2001)
- Nightwatch (2003)
- Darkness Out of Blue (2006)
- A Thousand True Stories (2009)
- If I Could Wrap Up a Kiss (2010)
- Unclouded (2012)
- Chain of Days (2015)
- Hamar Railway Station (2020)
- Japanese Blue (2020)
- Houses (2021)